# Dálnice A7 (Lucembursko)
Dálnice A7, lucembursky Autobunn 7, francouzsky Autoroute 7, zkráceně A7, známá také jako Severní dálnice (francouzsky Autoroute du Nord, lucembursky Nordstroos) je lucemburská dálnice. Spojuje hlavní město Lucemburk se severem země.
Aktuálně není A7 dokončena. V roce 2011 byl ve výstavbě úsek dálnice mezi městy Waldhof a Lorentzweiler, který zahrnoval tunely Grouft a Stafelter. Dokončení dálnice je plánováno na rok 2014.
Kompletní dálnice A7 bude 31,468 kilometrů dlouhá.
Sedm z osmi plánovaných úseků dálnice A7 již bylo otevřeno:
- 10. listopadu 1989: Ettelbruck – Erpeldange
- 29. července 1993: Schieren – Ettelbruck
- Srpen 1996: Erpeldange – Friedhaff
- 16. listopadu 2001: Schoenfels – Mierscherbierg
- 16. listopadu 2001: Mierschbierg – Schieren
- 13. září 2002: Grunewald – Waldhof
- 24. ledna 2008: Lorentzweiler – Schoenfels[2]

## Trasa
| Křižovatky a stavby |                       |            |
| Výjezd              | Clervaux              |            |
| (J10)               | Erpeldange            |            |
| (J9)                | Ingeldorf             |            |
| (J8)                | Ettelbruck            |            |
| (J7)                | Schieren              |            |
| (J6)                | Colmar-Berg           |            |
| (J5)                | Mierscherberg         |            |
| (J4)                | Mersch                |            |
| Tunel               | Mersch Tunnel         |            |
| (J3)                | Schoenfels            |            |
| Tunel               | Gousselerbierg Tunnel |            |
| (J2)                | Lorentzweiler         |            |
| Tunel               | Grouft Tunnel         |            |
| Tunel               | Stafelter Tunnel      |            |
| (J1)                | Waldhof               |            |
| Křižovatka          | Křižovatka Grunewald  | Dálnice A1 |